# Sheikh Jaber Al-Ahmad Cultural Centre
Il Sheikh Jaber Al-Ahmad Cultural Centre (in arabo
مركز الشيخ جابر الأحمد الثقافي), abbreviato con l'acronimo di JACC e noto anche come Kuwait Opera House, è un centro culturale situato sulla Gulf Road nella capitale Kuwait City. È il più grande centro culturale e teatro dell'opera in Medio Oriente. Il centro culturale fa parte del nuovo distretto culturale nazionale del Kuwait.
Il complesso, che comprende teatri, sale da concerto e musicali, sale per conferenze ed esposizioni, cinema, biblioteche, archivi per documenti storici e un parco pubblico, è stato costruito dal 2013 al 2016. Occupa una superficie di 214 000 m² ed è costato 775 milioni di dollari.